# Tomi Kontio

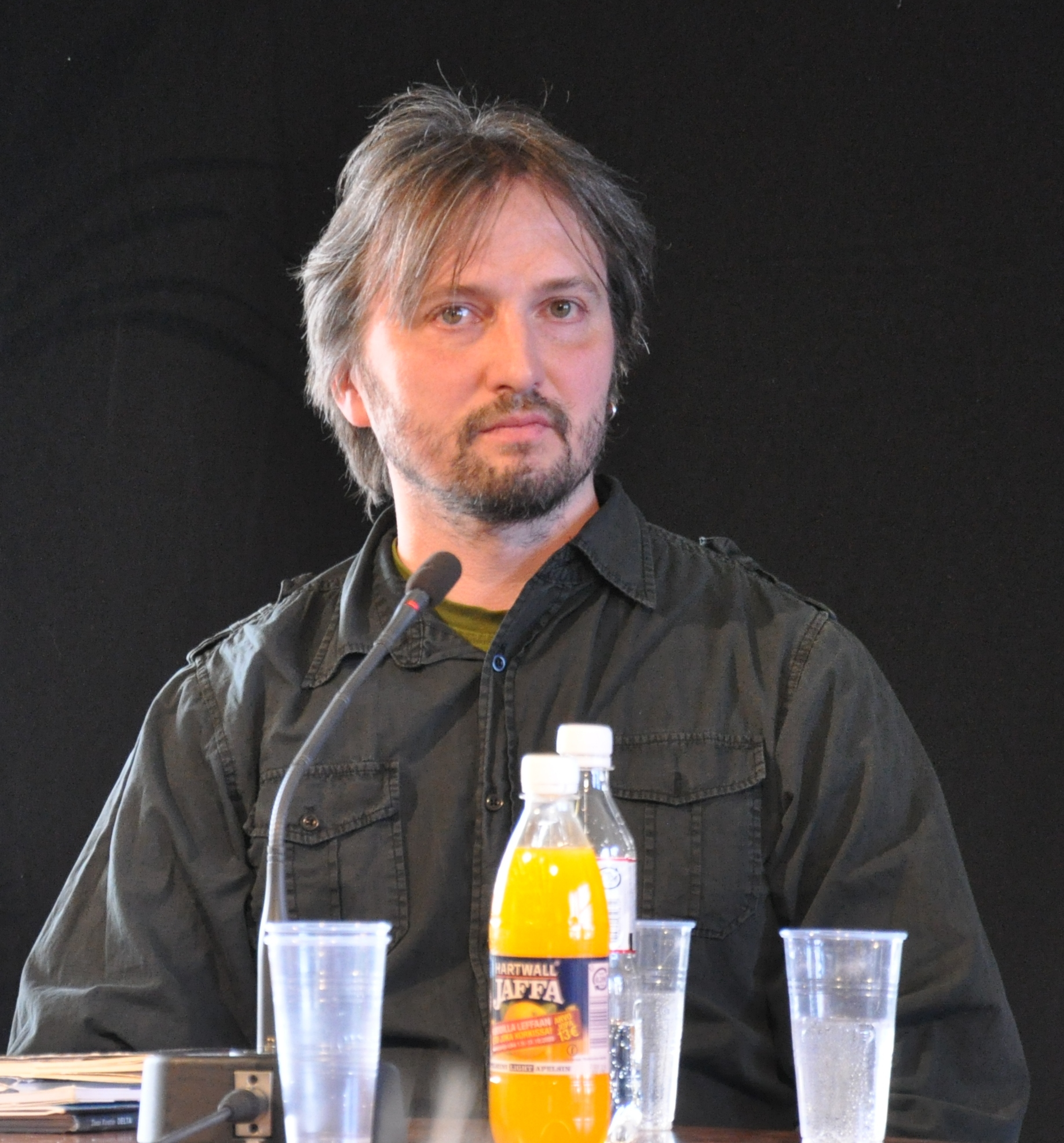
Tomi Kontio på Åbo bokmässa 2009.

Tomi Kalevi Kontio, född 16 februari 1966 i Helsingfors, är en finländsk författare.
Kontio fick sitt genombrott som lyriker med debutsamlingen Tanssisalitaivaan alla (1993), som belönades med J.H. Erkko-priset. En ung urban livsstil skildras med betvingande rytm även i de senare samlingarna Taivaan latvassa (1998) och Vaaksan päässä taivaasta (2004) samt i romanen Uumen (1995). Kontio har riktat sig till unga läsare i berättelsen Keväällä isä sai siivet (2000), som tilldelades Finlandia Junior-priset. År 1996 tilldelades han Kalevi Jäntti-priset. Politiskt har han engagerat sig inom den gröna rörelsen.